# Astrid Medina

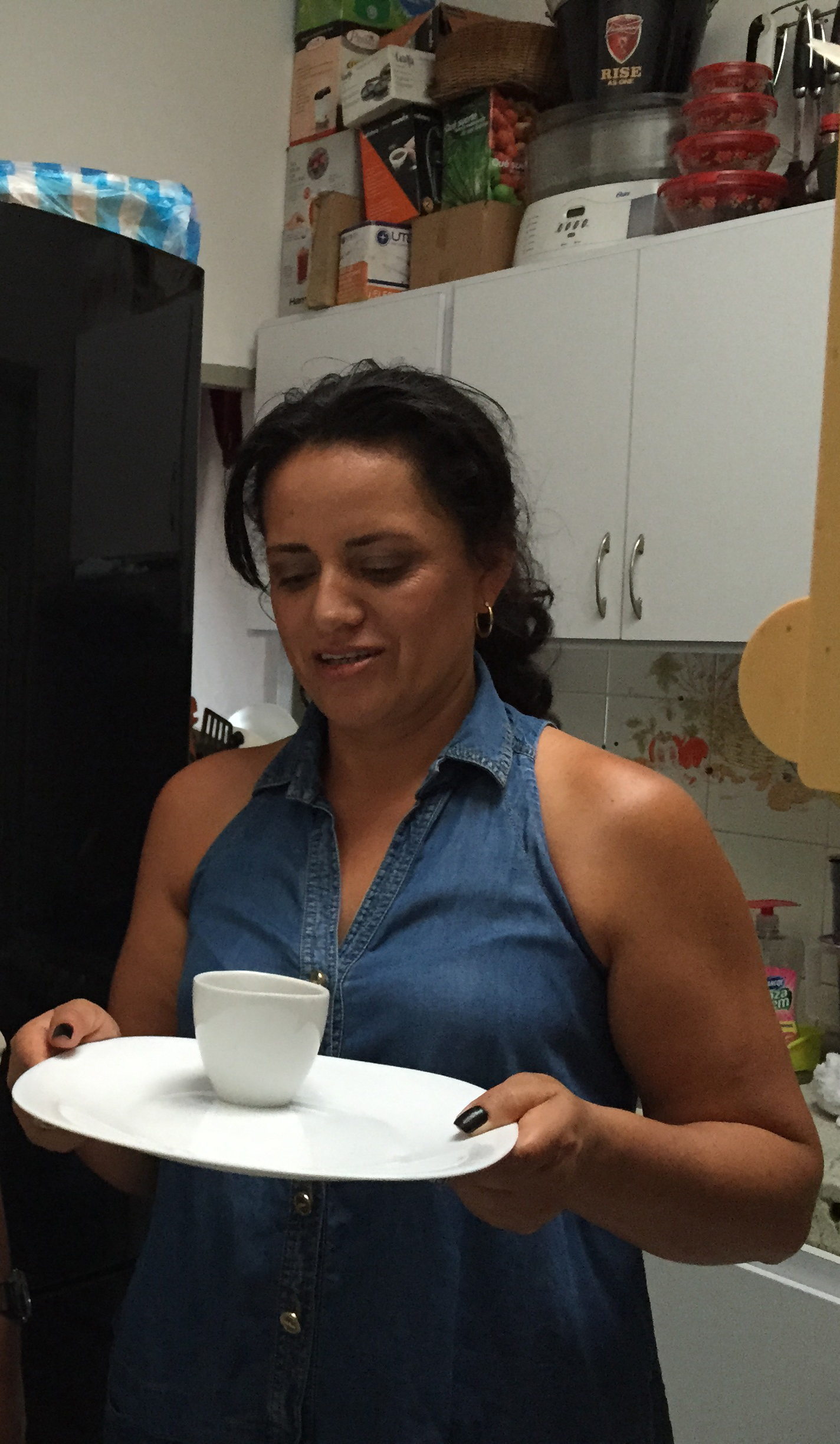
Astrid Medina năm 2015

Astrid Medina Pereira (sinh ngày 9 tháng 1 năm 1977) là một nhà sản xuất cà phê Colombia đã giành được sự nổi tiếng quốc tế khi chiến thắng giải thưởng Cúp Colombia dành cho cá nhân xuất sắc năm 2015.

## Tiểu sử
Sinh ngày 9 tháng 1 năm 1977 tại Gaitania, Planadas, tại vùng Tolima của Colombia, Astrid Medina Pereira là con gái của Aureliano Medina Arce và Rosalba Pereira. Cô là người thứ năm trong một gia đình có 14 người con. Theo bước của ông nội và cha cô, người đã giới thiệu cô với nghề trồng cà phê khi cô 14 tuổi, Medina tốt nghiệp ngành công nghệ sản xuất nông nghiệp tại trường Servicio Nacional de Aprendizaje (SENA).
Năm 2006, cùng với ba người em nhỏ hơn, cô thừa kế trang trại Buena Vista từ cha cô, người đã bị quân nổi dậy Mác-xít giết chết. Mẹ cô và một trong những người anh em của cô đã chết trước đó khi họ bị nước cuốn do một vụ lở đất gần nhà của họ. Trang trại hiện thuộc sở hữu của Medina, chồng cô Raúl Antonio Durán (người cũng đến từ một gia đình nông dân trồng cà phê địa phương) và em gái của cô. Ở độ cao hơn 1.800 mét (5,900 ft), nó nằm ở một vùng xa xôi phía nam Tolima, cho đến gần đây không phổ biến với những người mua cà phê do xung đột với du kích.
Năm 2014, Medina bắt đầu sản xuất cà phê đặc biệt theo kế hoạch phát triển cà phê thu hoạch muộn do Liên đoàn các nhà trồng cà phê quốc gia đưa ra. Vào ngày 13 tháng 3 năm 2015, cô đã giành được giải thưởng Cúp Colombia dành cho cá nhân xuất sắc hàng năm cho cà phê Colombia trong một buổi lễ được tổ chức tại Ibagué, thủ phủ của Tolima. Các thẩm phán đã nhận xét về "sản phẩm sánh như kem với hương vị ngọt ngào và trái cây" của cà phê này. Medina sau đó báo cáo rằng giải thưởng đã thay đổi cuộc sống của cô, vì cà phê đặc sản của cô được bán với giá gấp hơn 10 lần so với mức giá bình thường của cà phê Arabica. Lợi nhuận đã cho phép cô cải thiện cơ sở hạ tầng của trang trại, đi du lịch ở nước ngoài và cho con cái của cô một nền giáo dục tốt.